# Seläntauksen suot
Seläntauksen suot este o arie protejată (arie specială de conservare — SAC, sit de importanță comunitară — SCI, arie de protecție specială avifaunistică — SPA) din Finlanda întinsă pe o suprafață de 2.714 ha, integral pe uscat.

## Localizare
Centrul sitului Seläntauksen suot este situat la coordonatele 63°19′46″N 25°17′10″E / 63.3294°N 25.2861°E.

## Înființare
Situl Seläntauksen suot a fost declarat sit de importanță comunitară în august 1998 pentru a proteja 25 de specii de animale. Alte tipuri de protecție:
- arie de protecție specială avifaunistică (în august 1998)[2]
- arie specială de conservare (în aprilie 2015)[1][3][4]

## Biodiversitate
Situată în ecoregiunea boreală, aria protejată conține 12 habitate naturale: Turbării Aapa, Taiga vestică, Păduri fino-scandinave bogate în ierburi cu Picea abies, Păduri caducifoliate de mlaștină fino-scandinave, Mlaștini împădurite, Ape oligotrofe din câmpii nisipoase, cu un conținut foarte redus de minerale (Littorelletalia uniflorae), Lacuri și iazuri distrofice naturale, Cursuri de apă de la nivel de câmpie la nivel montan, cu vegetație Ranunculion fluitantis și Callitricho-Batrachion, Turbării active, Mlaștini turboase de tranziție și turbării mișcătoare, Izvoare fino-scandinave și mlaștini produse de izvoare bogate în minerale, Mlaștini alcaline.
La baza desemnării sitului se află mai multe specii protejate:
- păsări (24): minunița (Aegolius funereus), rață sulițar (Anas acuta), gâscă de semănătură (Anser fabalis), ciuf de câmp (Asio flammeus), cocoșul de mesteacăn (Bonasa bonasia), bătăuș (Calidris pugnax), erete vânăt (Circus cyaneus), lebădă de iarnă (Cygnus cygnus), ciocănitoare neagră (Dryocopus martius), Emberiza rustica, șoimul rândunelelor (Falco subbuteo), vânturel roșu (Falco tinnunculus), cufundar polar (Gavia arctica), cufundar mic (Gavia stellata), ciuvică (Glaucidium passerinum), cocor (Grus grus), Lyrurus tetrix tetrix, codobatura galbenă (Motacilla flava), ciocănitoare de munte (Picoides tridactylus), ploier auriu (Pluvialis apricaria), huhurezul mic (Strix uralensis), Surnia ulula,  cocoș de munte (Tetrao urogallus), fluierar de mlaștină (Tringa glareola)
- mamifere (1): Rangifer tarandus fennicus

Pe lângă speciile protejate, pe teritoriul sitului au mai fost identificate 18 specii de plante, 1 specie de mamifere, 4 specii de nevertebrate, 3 specii de pești.